# Вале пика (роман)
Вале пика: Спец. поръчения – 1 (на руски: Особые поручения: Пиковый валет) е историческо-приключенски роман от руския писател Борис Акунин, издаден през 2001 г. Този петият роман (наречен „повест за измами“) за приключенията на Ераст Петрович Фандорин. Заедно с романа „Декоратор“ те образуват книгата „Спец. поръчения“.

## Сюжет
Внимание:  Текстът по-долу разкрива сюжета на произведението (или части от него)!
... След успешното приключване на страшното разследване за наемния убиец (Смъртта на Ахил), Ераст Петрович Фандорин започва да служи като чиновник за специални поръчения на московския генерал-губернатор княз Долгорукой. Фандорин помага на княза за решаване на най-чувствителни въпроси – понякога със съвети, а понякога и пряко. И през зимата се случва нещо невероятно. В резиденцията на генерал-губернатора английският лорд Питсбрук моли княза и неговото обкръжение да „освободят помещенията“. Оказва се, че князът, когото ловките мошеници са измамили, лично е подписал договора и е продал къщата си. Шокиран от тази безпрецедентна измама Долгорукой категорично настоява Фандорин веднага хвана негодниците. Случайно в това разследване участва и младият сътрудник от кабинета на губернатора – Анисий Тюлпанов, наивен, импулсивен, но честен млад мъж.
... Врагът, с който трябва да се пребори Фандорин, е добре известен. Това е най-известната банда мошеници „Вале пика“. Вале пика веднъж е било името на Дмитрий Савин. Започвайки с малка измама в младежките си години (Митенка продал на няколко души едновременно свой имот), Савин постепенно започна да върши все повече и по-грандиозни „операции“. Тогава взема прякора „Вале пика“ или Момус. В машинациите си Момус работи най-често сам, понякога с участието на помощници за пари. Но напоследък има млад и верен помощник – Мария Масленикова (или „Мими“).
Ераст Петрович започва да търси измамниците. Освен всичко друго, усилията му са насочени към откриване в рекламите на вестниците на нещо „необичайно“. Скоро Фандорин и Тюлпанов се научават за някаква „супер-лотария“, където за 25 рубли, може да се спечели дворец във Венеция или имот в Германия. Както и може да се очаква, зад тази „операция“ се оказва Вале пика. Момус и неговият съучастник Мими успяват да избягат под прикритие.
За първи път от „дейността“ си, Вале пика е изправен пред страховит противник като Ераст Петрович. Той решава да си отмъсти на Фандорин, ограбвайки апартамента му. Представяйки се за съпруг на любовницата на Фандорин, Момус изпълнява плана. Като глупаци стават всички: и Фандорин, и Тюлпанов, и Маса, който почти се самоубива в съответствие с кода на самурая (защото като японец не е могъл да защити собствеността на господаря). Разярен Фандорин решава да отвърне на удара, и за това привлича всички сили. Дори генерал-губернаторът ще участва в хитрия капан на Фандорин!
... Скоро в Москва идва принцът на Индия, заедно с малък антураж. В негова чест, на генерал-губернатор Долгорукой устройва бал, където благордният принц шашва всички присъстващи гости с огромен изумруд украсяващ неговия индийски тюрбан. Капанът на „индийския княз“-Фандорин работи перфектно: „евнухът“ на индийския гост (маскираният Тюлпанов) среща незабавно „младата грузинска принцеса Софико Чхартишвили“ (преоблечената Мими), която е придружавана от стара, ужасна „бавачка“ (хитро маскирания Момус). Измамниците са дошли с гостите на бала, за да оберат „принца“, но попадат в капана на Ераст Петрович. Невероятно, но чрез измама Вале пика и приятелката му отново успяват да избягат!
Не искайки да изпитат отново Нейно величество Фортуна, Момус изпраща по пощата всичко откраднато от Фандорин, и планира трайно да напусне Москва. Но в крайна сметка, Вале пика изведнъж решава да осъществи „Гранд операсион“. Целта на измамата му става Самсон Харитоневич Еропкин, циничен и егоистичен богаташ жаден за пари с всякакви средства. Единственото „слабо място“ на Еропкин е крайното му суеверие, и това Момус брилянтно използва. „Пророкът“ гарван, „свят“ млад човек, „гласът на земята“, всичко това е част от умния план на Вале пика, който трябва да бъде последната торба с пари откраднати от алчния московчанин. Уви, в последния момент всичко е разбито, и ако не е намесата на Фандорин (който отдавна проследява Момус и контролира целия ход на измамите му!), Вале пика и неговата вярна Мими ще бъдат пребити до смърт от разярения Еропкин и сътрудниците му.
Mомус и Мими отново са в ръцете на Фандорин! Както изглежда, съдът и затворът не могат да бъдат избегнати, но Фандорин разбира, че публичността в този случай е крайно нежелателна. В края на краищата, ако цяла Москва (след това, и Петербург, и по-висшите сфери!) научат повече за княз Долгорукой, колко глупаво е бил измамен, скандалът и оставката му е неизбежна. Фандорин позволява Момус да си тръгне, а пред съда е изправена само очарователната му помощничка.
Започва процесът над съучастничката на Вале пика, който обаче завършва внезапно. Сръчен непознат петербургски адвокат, който защитава Мими, обвинява прокурора във вземане на подкуп, а на съдията прави намек със случайно извадени снимки, че ще се компрометира с неговите „лудории“ с непълнолетни момчета. Втрещени съдията и прокурорът незабавно прекратяват към Мими всички обвинения, и щастливият Тюлпанов (който по време на всички тези приключения е безнадеждно влюбен в красивата мошеничка), я чака на изхода на сградата на съда. Въпреки това ...
| „ | В този миг Мими, която вече се беше наместила върху пружинената седалка, се обърна и изпрати на Анисий въздушна целувка. Адвокатът също се обърна. Надменно изгледа младия клепоух чиновник с бял мундир и изведнъж изплези широк яркочервен език. | “ |

## Исторически препратки
- „Княз Владимир Андреевич Долгорукой“ е княз Владимир Долгоруков, руски военен и държавник, генерал-адютант, генерал от инфантерията, генерал-губернатор на Москва в периода 1865 – 1891 година.

## Интересни факти
- Истинското име на „Вале пика“ е Дмитрий Савин, бивш корнет (нисш военен чин). Възможно е прототипът на този герой да е съществувалият корнет Николай Савин, известен руски авантюрист от края на 19 – началото на 20 век.
- В една от „операциите“ Вале пика представя приятелката си Мими за грузинската принцеса с много отличително име – Чхартишвили, което е истинското име на автора – Борис Акунин.